# Індекс ПФТС

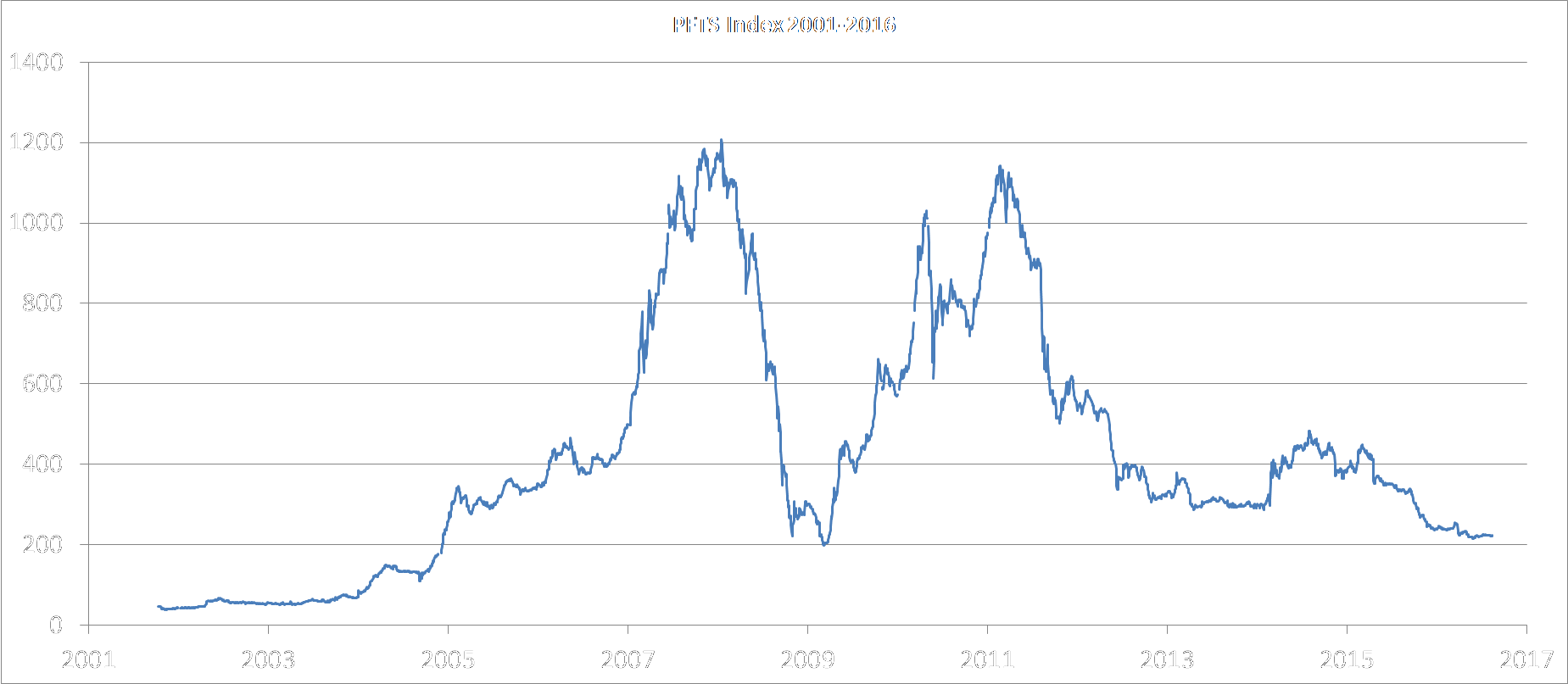

Індекс ПФТС — біржовий індекс, який розраховується щодня за результатами торгів ПФТС на основі середньозваженої ціни за угодами. У «індексний кошик» входять найліквідніші акції, за якими укладається найбільша кількість угод.
Дата 1 жовтня 1997 року є базовим періодом, з якого починається розрахунок індексу. Суть індексу — відсоток росту середньозважених цін акцій «індексного кошика» відносно базового періоду.
Індекс ПФТС є ціновим індексом, зваженим за обсягом емісії (free float), що реально доступна для широкого кола інвесторів. «Індексний кошик» ПФТС складається з акцій 7 емітентів.
Для розрахунку беруть лише ті акції, що є у вільному обігу на фондовому ринку. Не враховуються акції, що перебувають у власності держави, емітента, стратегічних інвесторів, менеджменту і трудового колективу, а також у перехресному володінні. Така методика розрахунку підвищує вплив на індекс цінних паперів підприємств, приватизація яких завершена.
На 02.06.2018 значення 463
Станом на кінець червня 2018 року до «індексного кошику» входили (в дужках тікер ПФТС):
| Назва                            | тікер ПФТС                        |
| -------------------------------- | --------------------------------- |
| Донбасенерго                     | (ПФТС: DOEN)                      |
| Крюківський вагонобудівний завод | (ПФТС: KVBZ)                      |
| Турбоатом                        | (ПФТС: TATM)                      |
| Райффайзен Банк Аваль            | (ПФТС: BAVL)                      |
| Укрнафта                         | (ПФТС: UNAF)                      |
| Укртелеком                       | (ПФТС: UTLM, старий тікер «UTEL») |
| Центренерго                      | (ПФТС: CEEN)                      |